# Tomislav Mužek
Tomislav Mužek en un tenor lírico croata.
Realizó sus estudios en la Universidad de Música y Arte Dramático de Viena. En 1999 ganó el Premio Feruccio Tagliviani de 
Deutschlandsberg (Austria), haciendo su debut profesional en la Opera de Viena ese mismo año.
Formó parte de la compañía del Stadttheater de Bremen entre 2000 y 2002, donde cantó roles como Don Ottavio (Don Giovanni), Alfredo (La Traviata) o Rodolfo (La Boheme). Actualmente su repertorio incluye papeles para tenor lírico desde Mozart a Puccini. Ha cantado en la Scala, Ópera de París, Berlín o Múnich.
Debutó en el Festival de Bayreuth en 2003 como el Timonel en El holandés errante bajo la dirección musical de Marc Albrecht, papel que repitió en 2004 y 2005. En 2013 regresó como Erik en la misma ópera, bajo la dirección de Christian Thielemann, papel que ha repetido con el mismo director en 2014 y, en 2015 y 2018, con Axel Kober.

## Discografía
- Richard Wagner, El holandés errante (Erik), dirigido por Christian Thielemann, con Samuel Youn, Ricarda Merbeth, Franz-Josef Selig, Christa Mayer y Benjamin Bruns, grabado en directo durante los Festivales de Bayreuth de 2013, Opus Arte (DVD).

- Datos: Q2440770